# Subdiviziuni din Kosovo

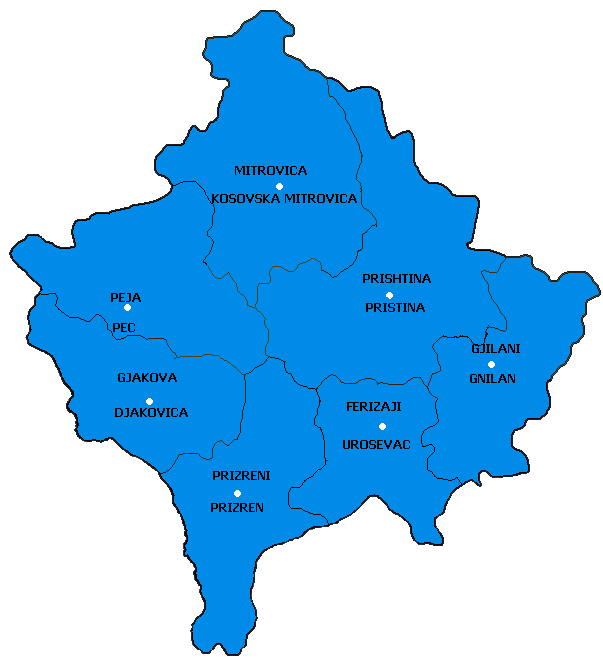
UNMIK Districtele din Kosovo

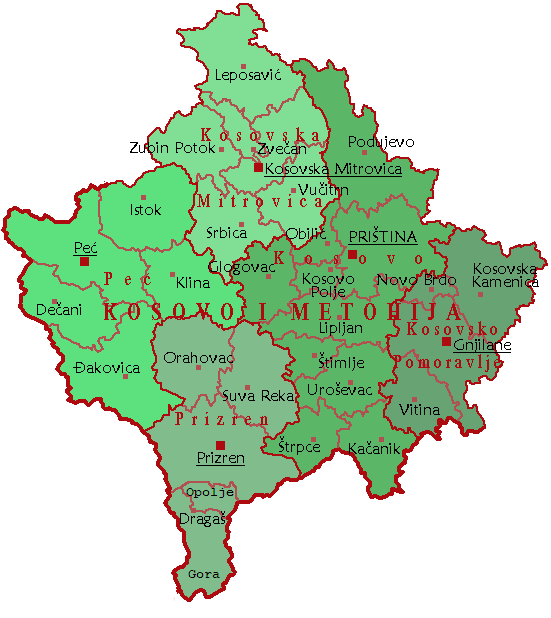
Districts and municipalities of Kosovo

Kosovo este împărțit din punct de vedere administrativ în șapte districte (albaneză Rajone; în sârbă: Окрузи, Okruzi). Acestea sunt subdivizate mai departe în 38 de comune (albaneză Komuna, sârbă Општина sau Opština). 

## Districtele din Kosovo
| Hartă | District                                                            | Capitală  | Suprafață în km² | Populație în 2011 | Densitate loc./km² | Comune | Localități |
| ----- | ------------------------------------------------------------------- | --------- | ---------------- | ----------------- | ------------------ | --- | ---------- |
|       | Districtul Uroșevaț (Uroševački okrug/Rajoni i Ferizajit)           | Uroșevaț  | 1.030            | 185.806           | 180                | - Uroșevaț - Hani i Elezit - Kaçanik - Štimlje/Shtime - Štrpce/Shtërpcë                                        | 126        |
|       | Districtul Gjakova (Đakovički okrug/Rajoni i Gjakovës)              | Gjakova   | 1.129            | 194.672           | 170                | - Deçan - Gjakova - Junik - Rahovec                                                                            | 170        |
|       | Districtul Gjilan (Gnjilanski okrug/Rajoni i Gjilanit)              | Gjilan    | 1.206            | 180.783           | 150                | - Gjilan - Kamenica - Klokot - Partesh - Ranilug - Vitina                                                      | 287        |
|       | Districtul Mitrovița (Kosovskomitrovački okrug/Rajoni i Mitrovicës) | Mitrovița | 2.077            | 272.247           | 110                | - Leposavić - Mitrovica - North Mitrovica - Skenderaj - Vushtrri - Zubin Potok - Zvečan                        | 267        |
|       | Districtul Peja/Peć (Pećki okrug/Rajoni i Pejës)                    | Pejë/Peć  | 1.365            | 174.235           | 130                | - Pejë/Peć - Istok - Klina                                                                                     | 118        |
|       | Districtul Priștina (Prištinski okrug/Rajoni i Prishtinës)          | Priștina  | 2.470            | 477.312           | 223                | - Glogovac/Drenas - Gračanica - Kosovo Polje/Fushë Kosovë - Lipljan - Novo Brdo - Obilic - Podujevo - Pristina | 298        |
|       | Districtul Prizren (Prizrenski okrug/Rajoni i Prizrenit)            | Prizren   | 1.397            | 331.670           | 240                | - Dragas - Malisheva - Mamusha - Prizren - Suva Reka/Suharekë                                                  | 195        |